# Elecciones estatales de Campeche de 1988
Las elecciones estatales de Campeche de 1988 se realizaron el domingo 3 de julio de 1988 y en ellas se renovaron los  8 ayuntamientos del estado mexicano de Campeche, compuestos por un presidente municipal y sus regidores, electos para un periodo de tres años.

## Resultados
|  | 81.84 % |

|  | 4.06 % |

|  | 3.59 % |

|  | 3.27 % |

|  | 0.11 % |

|  | 95.20 % |

|  | 4.80 % |